# Rajongemeinde Šalčininkai
Die Rajongemeinde Šalčininkai (Šalčininkų rajono savivaldybė) ist eine Rajongemeinde im Südosten von Litauen. Sie liegt an der Grenze zu Belarus in der Region Dzūkija. Stadt und Umgebung sind geprägt von einer multiethnischen Bevölkerung, die Polen, Russen, Litauer, Belarussen und Roma umfasst. Mehr als 70 % der Bevölkerung sind ethnische Polen.
Die Gemeinde liegt in einer waldreichen Gegend.

## Orte
Die Rajongemeinde  umfasst die drei Städte Šalčininkai, Eišiškės (3765 Einw.) und Baltoji Vokė (1073 Einw.), die beiden Städtchen (miesteliai) Dieveniškės und Jašiūnai, sowie 450 Dörfer.

## Amtsbezirke

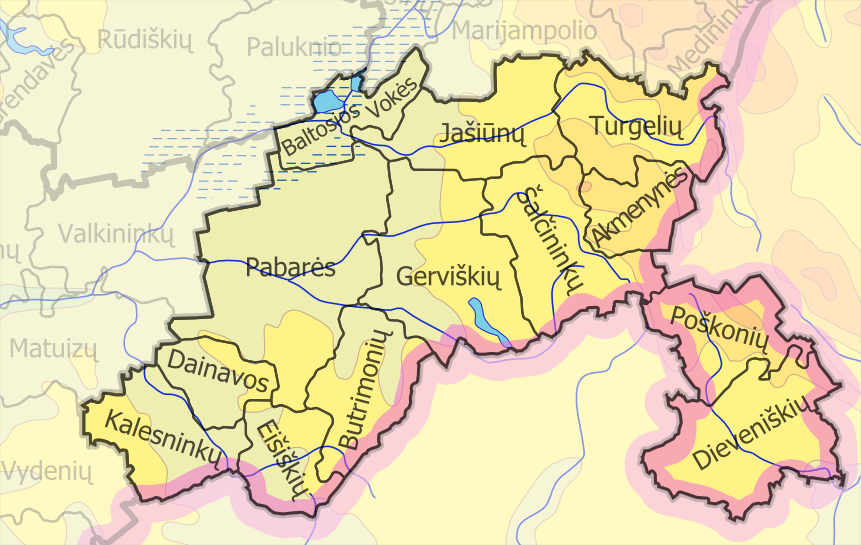
Amtsbezirke der Rajongemeinde Šalčininkai

- Akmenynė
- Baltoji Vokė
- Butrimonys
- Dainava
- Dieveniškės
- Eišiškės
- Gerviškės
- Jašiūnai
- Kalesninkai
- Pabarė
- Poškonys
- Šalčininkai
- Turgeliai